# Walter Assmann
Gen. por. Dr. med. dent. Walter Karl Friedrich Assmann (jiný zápis: Aßmann) (22. červenec 1896, Mühlhausen, Německo– 1. květen 1964, Offenbach am Main, Západní Německo) byl německý stomatolog a generálporučík Wehrmachtu, velitel 101. horské divize od 12. června 1944 do května 1945, kdy byla jednotka rozpuštěna a Assmann zajat 26. pěší divizí Armády Spojených států. Ze zajetí byl propuštěn roku 1947, vrátil se do Německa a věnoval se profesi zubního lékaře.

## Životopis
Narodil se 22. července 1896 ve městě Mühlhausen v Durynsku jako syn místního obchodníka. Do armády vstoupil 10. srpna 1914 a jako dobrovolník byl umístěn do 167. pěšího pluku. 28. srpna byl převelen do 234. záložního pěšího pluku ve kterém bojoval až do zranění z něhož se léčil v nemocnici v Driburg 24. dubna až 18. června 1915. Po návratu do jednotky a povýšení do hodnosti poručíka se stal velitelem čety a po roce služby byl zařazen do důstojnického výcviku. V roce 1921 získal titul doktora zubního lékařství.

## Hodnostní postup
Chronologický přehled povýšení v německé armádě:
- Desátník (německy Gefreiter) – 27. leden 1915
- Poddůstojník (Unteroffizier) – 22. březen 1915
- Podporučík (Fähnrich) – 18. červen 1915
- Poručík (Leutnant) – 18. srpen 1915
- Nadporučík (Povaha als Oberleutnant) – 10. únor 1920
- Kapitán (Hauptmann) – 15. červenec 1934
- Major (Major) – 1. října 1938
- Podplukovník (Oberstleutnant) – 1. září 1941
- Plukovník (Oberst) – 1. květen 1942
- Generálmajor (generálmajora) – 1. září 1944
- Generálporučík (Generalleutnant) – 16. březen 1945

## Vyznamenání
Chronologicky uspořádaný přehled udělených vyznamenání:
- Železný kříž (1914)
  -  2. třídy – 28. srpna 1915
  -  1. třídy – 16. říjen 1916
- Odznak za zranění, černý, 1914
- Hamburský hanzovní kříž, 28. květen 1918
- Kříž cti, 12. únor. 1935
- Železný kříž (1939)
  -  2. třídy – 29. červen 1940
  -  1. třídy – 15. červenec 1941
- Medaile za zimní tažení na východní frontě
- Německý kříž , zlatý, 25. duben 1942
- Rytířský kříž Železného kříže, 10. únor 1945